# Arachania (Cerro Largo)
Arachania es una localidad uruguaya del departamento de Cerro Largo.

## Ubicación
La localidad se encuentra situada, en la zona centro-sur del departamento de Cerro Largo, a orillas del río Tacuarí en el Paso de las Bochas, junto a la ruta 8 km 376, muy próximo a la localidad de Ñangapiré.

## Población
De acuerdo al censo de 2011 la localidad contaba con una población de 20 habitantes.
| 9             | 20 |
| (Fuente: INE) |    |